# Emil Vogt (Politiker)
Emil Christoph Vogt (* 16. Mai 1848 in Butzbach; † 26. Mai 1930 ebenda) war ein hessischer Apotheker und Politiker (NLP) und Abgeordneter der 2. Kammer der Landstände des Großherzogtums Hessen.
Emil Vogt war der Sohn des Apothekers Johann Heinrich Vogt und dessen Ehefrau anna Maria, geborene Grüsing. Vogt, der evangelischen Glaubens war, heiratete in erster Ehe 1875 Emma geborene Bender und in zweiter Ehe 1892 Emma geborene Lindenborn.
Vogt war Besitzer einer Apotheke in Butzbach. In Butzbach war er Gemeinderatsmitglied und Ehrenbürger. Die Emil-Vogt-Straße in Butzbach ist nach ihm benannt.
Von 1884 bis 1890 und erneut 1891 bis 1896 gehörte er der Zweiten Kammer der Landstände an. Er wurde für den Wahlbezirk Oberhessen 3/Butzbach gewählt.